# Prieuré de Félines
Église Saint-Pierre et la chapelle Notre-Dame ont fait partie de l'ancien prieuré de Félines, dans le hameau de Félines, sur le territoire de la commune de Prudhomat dans le département du Lot et la région Occitanie.

## Histoire
Le domaine de Félines est mentionné à deux reprises, en 887 et en 928, dans le cartulaire de l'abbaye de Beaulieu avec une chapelle fondée en l'honneur de sainte Marie.
En 928, un abbé dénommé Jean a donné la chapelle Notre-Dame à l'abbaye de Beaulieu pour établir un prieuré. 
Une nouvelle église est construite et consacrée en 1112 par l'évêque de Cahors Géraud de Cardaillac. Elle a alors pris le vocable de saint Pierre et honore également sainte Marie-Madeleine, saint Irénée, saint Caprais et saint Julien.
Une chapelle dédiée à Notre-Dame existe à l'entrée du cimetière devant l'église Saint-Pierre. Elle a été entièrement reconstruite vers 1500. Elle a été la chapelle funéraire de la famille de Castelnau. La pierre tombale de Jacques de Castelnau, mort en 1514, se trouve devant l'autel.
L'église Saint-Pierre a probablement dû être très dégradée pendant les guerres de religion et a été reconstruite au XVIIe siècle.
L'église Saint-Pierre a été l'église paroissiale de Bretenoux jusqu'en 1808. Elle a été vendue en 1836 et a servi de grange et d'étable. L'édifice est aujourd'hui la propriété d'une association diocésaine. 
L'édifice a été inscrit au titre des monuments historiques le 29 décembre 1978.